# Vikings
Vikings är en TV-serie skriven och skapad av Michael Hirst för  TV-kanalen History. Serien hade premiär 3 mars 2013, och första säsongen bestod av nio avsnitt där Johan Renck, Ciarán Donnelly och Ken Girotti regisserade tre avsnitt var. Serien pågick till 2020 och fick totalt 89 avsnitt spridda över 6 säsonger. 2022 kommer en uppföljarserie vid namn Vikings: Valhalla, producerad av Netflix.
Den är inspelad på Irland och har inspirerats av berättelserna om Ragnar Lodbrok, en av de mest ökända vikingarna som besökte Britannien och Frankrike. Han ansågs vara en plågoande för engelsmännen och fransmännen. Serien speglar Ragnar som en bonde som handlade banbrytande genom att attackera Britannien med endast några män, inklusive sin bror Rollo och sin fru, sköldmön Lagertha.

## Inspiration
Serien är inspirerad av de plundrande, handlande och utforskande vikingar som under 800-talet begav sig till områden som nu är England. Den följer Ragnar och hans mäns bedrifter som fastställs genom berättelsen Ragnar Lodbroks saga och Ragnarssona þáttr samt 1200-talets verk Gesta Danorum av den danske författaren Saxo Grammaticus. De nordiska sagorna bevarades främst genom muntliga berättelser som skrevs ner ungefär 300 till 400 år efter att händelsen skett. Andra källor är attacken mot Lindisfarne och Ahmad ibn Fadlans berättelser från 1000-talet. Serien utspelar sig i början av vikingatiden, under år 793 e.Kr. 

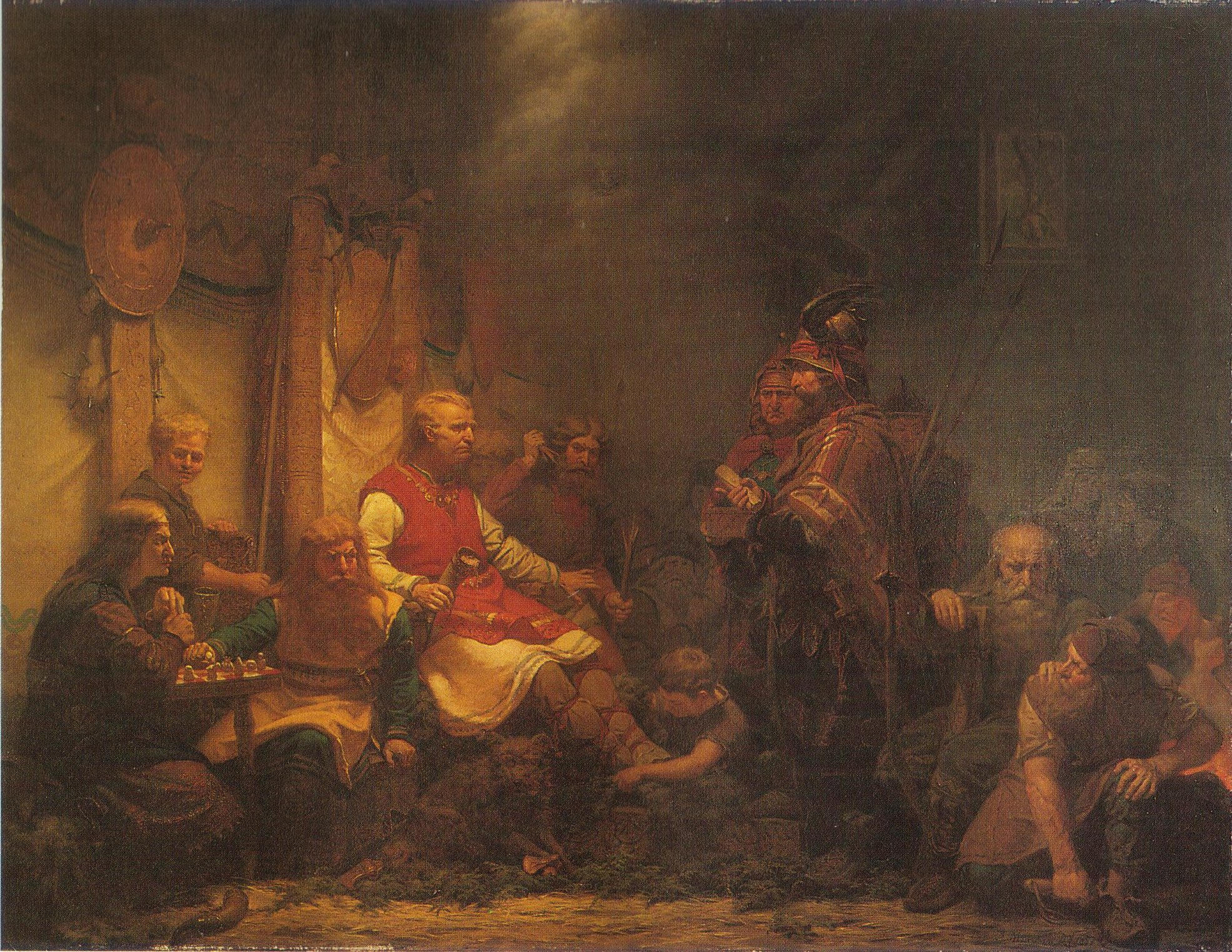
Konung Aellas sändebud inför Ragnar Ladbroks söner (1857) av August Malmström

## Handling

### Säsong 1
Vikingabröderna Ragnar (Fimmel) och Rollo (Standen) återvänder hem från ett misslyckat vikingatåg i Balterna, där Ragnar haft visioner av guden Oden och valkyriorna. Ragnar har hört rykten om länder i väst där stora rikedomar finns och har kommit över en solskiva vilket kommer att låta honom navigera över öppet hav. Ragnars hövding jarl Haraldsson (Byrne) tror dock inte på att det finns länder till väst och är rädd för att Ragnar vill ta över hans position. Sporrad av byns siare (Kavanagh) så låter Ragnar i hemlighet skeppsbyggaren Floki (Skarsgård) bygga en ny typ av skepp som både kan segla på öppet hav och i floder. Ragnar samlar en skara missnöjda bönder och krigare och seglar med Rollo och Floki mot väst. De landstiger nära Lindisfarne och plundrar klostret. Ragnar tar munken Athelstan (Blagden) till träl och tar med honom till Skandinavien. Haraldsson beslagtar deras byte, men godkänner fler räder mot väst. Ragnar behandlar Athelstan väl, men lurar honom att berätta om engelska sedvänjor och språk, vilka han kan nyttja vid plundringståg. Ragnar seglar på nytt, denna gång med sin hustru Lagertha (Winnick), och lämnar deras barn, Björn (O'Toole) och Gyda (O'Leary) i Athelstans vård. Trots det framgångsrika företaget så eskalerar konflikten mellan Haraldsson och Ragnar då Lagertha mördat Haraldssons halvbror när han försökte våldta henne under räden. Haraldssons hird bränner Ragnars hus, men familjen flyr med Athelstans hjälp. Ragnar utmanar Haraldsson i holmgång och dräper honom och blir själv jarl. Ragnar anfaller Northumbria med flera skepp och tvingar kung Ella (Kaye) att betala danagäld efter att ha besegrat Ellas soldater och mördat hans yngre bror. Lagertha har ett missfall, vilket får Ragnar att ifrågasätta om hon kan ge honom de fler söner som siaren lovat. Under ett blot i Uppsala så träffar Ragnar kung Hårik (Logue) som ber honom om hjälp att medla i en dispyt med det götiske jarlen Borg (Harr). Ragnar accepterar. Athelstan påstår att han konverterat till den nordiska religionen, och förnekar Jesus tre gånger för Uppsalas högste gode. Goden avslöjar att Ragnar planerat att låta offra Athelstan till asarna, men eftersom Athelstan inte är frivillig och fortfarande har kvar sin kristna tro är han inget lämpligt offer. 
Ragnar och hans följe reser till Götaland för att förhandla med Borg, men en lösning finns inte att finna. Floki skickas som bud till Hårik medan Borg skickar Ragnar och Björn till ett askträd som står på hans mark och påstås vara det träd Oden hängde sig från. Rollo stannar kvar, i praktiken som gisslan. Vid asken träffar Ragnar Aslög och blir förförd. Hårik berättar för Floki att han inte har några planer på att vika för Borg: krig står för dörren. Rollo övertalas av Borg att vända sig mot Ragnar och kriga för Borg. Aslög blir gravid med Ragnar, men Björn tvingar sin far att avsluta relationen. Samtidigt drabbas Ragnars by av pesten och Gyda dör. 

### Säsong 2
Hårik och Borg går i krig och Ragnar och Rollo slåss på varsin sida. Rollo skadar Floki svårt och dödar många av sina tidigare kamrater, men när han möter Ragnar kan han inte förmå sig slåss med sin bror och ger sig. Striden upphör och Ragnar bönfaller Borg och Hårik att sluta fred och istället slå sig samman för att plundra och erövra England, vars klimat och miljö är vänligare än den karga norden. Ett avtal sluts, men Aslög kommer höggravid till Ragnars by. Ragnar föreslår ett månggifte, men Lagertha vägrar och skiljer sig från Ragnar. Björn följer med sin mor. Rollo tillåts leva, som utstött, av lagmannen som mutats av Ragnar. 4 år senare har Floki byggt en mindre flotta skepp för erövring av Northumbria. Hårik anländer med sina män och vill att Borg ska slängas ut ur samarbetet. Ragnar är emot detta, men går med på det. Rollo är ett skal av sitt forna jag och lever med jarl Haraldsson änka Siggy (Gilsig). Aslög har burit Ragnar många söner, men han längtar efter Björn. Ragnar och Hårik seglar till England, Ragnar tar med sig Athelstan som tränats till viking. Athelstan säger sig nu vara helt konverterad, men Floki, som är en fanatiker, misstror honom. Flottan hamnar i en våldsam storm och många skepp förliser. Istället för Northumbria hamnar de i Wessex, där de hamnar i ett bakhåll och Håriks äldste son (Duffi) dödas. Samtidigt anfaller jarl Borg Ragnars by som hämnd för att ha lämnats utanför. Rollo leder försvaret, men byn erövras och han, Aslög och Siggy flyr med Ragnars söner till bergen.
Ragnar och Hårik driver fram genom Wessex. Kung Egbert (Roache) förhandlar med dem och föreslår en pakt. Ragnar är positiv till idén då han vill kolonisera England, men Hårik vill hämnas sin son. När nyheten om Borgs attack når Ragnar vänder han hem tillsammans med Floki. Athelstan lämnas kvar som Ragnars ambassadör, Ragnar gör honom till en fri man. Men Egbert förråder vikingarna och de flesta av dem dödas. Athelstan tillfångas av saxare och korsfästs, men räddas av Egbert som vill att han ska lära honom om nordmännens kultur. Ragnar återvänder till Skandinavien och samlar krigare för att återerövra sitt land. Under exilen så våldtar Ragnar Aslög under en fylla, trots att hon varnar att resultatet skulle bli ett monster. Ragnar undsätts av Lagertha och Björn (nu spelad av Alexander Ludwig) - Lagertha har blivit jarl över Hedeby. Borg fördrivs från Ragnars by. Hårik och hans män återvänder med nyheten om nederlaget. Hårik vill ha Borgs män och skepp för nya attacker och hämnd. Ragnar går motvilligt med på detta och bjuder in Borg. Men Ragnar förråder Borg och bränner hans män inne och ristar en blodörn på Borg. Aslögs förutsägelse verkar slå in när hon föder en son utan ben - det lovade monstret. Ragnar reser till Wessex, nu med Lagerthas män istället för Borgs. Ragnar återförenas med Athelstan, som erkänner att han både tror på Jesus och asarna: Jesus i det vackra och asarna i det sublima. Håriks son Erlendur (Endre) anfaller Egberts son Aethelwulf (Dunford) och hans män efter en förhandling vilket leder till nya strider. Vikingarna anfaller men de besegras av Egbert som använder Romersk taktik och förstärkningar från Ella. Ragnar lyckas avbryta kriget med en allians där vikingalegoknektar ska kriga för Egbert. Athelstan följer med nordmännen hem. Ragnar visar intresse för kristendomen och ber Athelstan lära honom herrens bön. Hårik sänder efter sin familj, men i hemlighet har han samlat resterna av sin armé för att utföra en kupp mot Ragnar som han ser som ett hot. På sin sida verkar han ha Floki och Siggy, men de är båda dubbelagenter som berättat om hans planer för Ragnar. Håriks hustru, söner och döttrar mördas och Hårik knivhuggs av Ragnars närmaste. Därefter slår Ragnar ihjäl Hårik med sina bara händer. Ragnar är nu danernas kung.

## Historisk korrekthet
Många kritiker har pekat ut seriens sätt att framhäva historiska felaktigheter av vikingarnas samhälle. Serien visar en skildring av ett mer enväldigt samhälle under Jarl Haraldsson istället för det historiskt demokratiska. Kritikerna har även pekat på felaktigheten i vikingarnas okunnighet om Brittiska öarna och att man i serien fick dödsstraff för fruktansvärda brott istället för i verkligheten fredlöshet.
Monty Dobson, en historiker vid Central Michigan University kritiserade serien för deras val av kläder men påpekade att fiktiva serier som Vikings kan vara ett användbart verktyg. Den norska tidningen Aftenposten skrev att serien är overklig för dess sätt att skildra Uppsala. I serien ser man Uppsala tempel med utseende som en stavkyrka. Aftenposten skriver att sådana byggnader inte började byggas förrän efter vikingatiden och aldrig var belägna i berg. Inte heller Uppsala är beläget i eller i närheten av berg. Interiörerna i templet bygger på rekonstruktioner av Uppåkra templet. 
Skaparen av serien Michael Hirst säger att det är mycket svårt att vara 100% historisk korrekt, eftersom det finns mycket lite nedskrivet från denna tid. Den stora delen av allt som finns nedskrivet kommer från tiden då Skandinavien var kristet.

## Rollista i urval
- Travis Fimmel som Ragnar Lodbrok
- Clive Standen som Rollo[10]
- Katheryn Winnick som Lagertha
- Gustaf Skarsgård som Floke
- Alexander Ludwig som Björn Järnsida
  - Nathan O'Toole som Björn som ung
- Alyssa Sutherland som Aslög
- George Blagden som Athelstan
- Linus Roache som Egbert av Wessex
- Peter Franzén som Harald Hårfagre
- Alex Høgh Andersen som Ivar Benlös
- Jasper Pääkkönen som Halvdan Svarte
- John Kavanagh som Siaren
- Jordan Patrick Smith som Ubbe
- Marco Ilsø som Hvitserk
- Moe Dunford som Aethelwulf
- Jessalyn Gilsig som Siggy
- Donal Logue som Kung Hårik
- Danila Kozlovsky som Oleg av Kiev
- Gabriel Byrne som jarl Haraldson
- Lothaire Bluteau som kejsar Karl den skallige
- Ben Robson som Kalf
- David Lindström som Sigurd Ormiöga
- Jonathan Rhys Meyers som biskop Heahmund
- Kevin Durand som Harbard
- Maude Hirst som Helga
- Jennie Jacques som Judith
- Ivan Kaye som kung Ella av Northumbria
- Morgane Polanski som Prinsessan Gisla
- Thorbjørn Harr som jarl Borg av Götaland
- Steven Berkoff som Olaf digre
- Josefin Asplund som Astrid
- Oran Glynn O'Donovan som Igor I
- Adam Copeland som Kjetill Flatnäsa
- Edvin Endre som Erlendur
- Fredrik Hiller som Torkel den höge

## Produktion
Vikings är en irländsk och kanadensisk serie som har utvecklats av Octagon Films och Take 5 Productions. Michael Hirst, Morgan O'Sullivan, John Weber, Sherry Marsh, Alan Gasmer, James Flynn och Sheila Hockin är nominerade som exekutiv producent. Första säsongen hade en budget på 40 miljoner dollar. Serien började spelas in juli 2012 i en nybyggd studio på Irland. 16 augusti 2012 började man även spela in Luggala som ligget i hjärtat av Wicklowbergen. Hela 70% av hela säsong 1 var inspelad utomhus och även bakgrundsbilder har tagits i västra Norge. 
Enligt skådespelaren Clive Standen (Rollo) kommer framtida säsonger innehålla personligheter som Alfred den store, Leif Eriksson och Ivar Benlös och även framtida resor till bland annat Island, Ryssland och Frankrike. Ivar Benlös föds i avsnitt 8 av säsong 2, medan Islandsresan fick vänta till säsong 5.

## TV
Serien visas på TV kanalen History i USA, men kunde dock fortfarande ses på Historys hemsida i Kanada. I Sverige visades serien på TV4 och TV12.

## Avsnitt

### Säsong 1 (2013)
| Nr | Titel                   | Regisserad av   | Skriven av    | Första sändning | Antal tittare i USA (miljoner) |
| --- | ----------------------- | --------------- | ------------- | --------------- | ------------------------------ |
| 1 | "Mandomsprov"           | Johan Renck     | Michael Hirst | 3 mars 2013     | 6.21                           |
| Ragnar och hans bror återvänder från ett slag där Ragnar har haft visioner av Oden. Ragnar tar med sin son Björn till hans övergångsrit. Jarl Haraldsson planerar räder mot öst, men Ragnar vill utforska väst. Han har kommit på ett nytt sätt att navigera. Han besöker sin vän Floke som är en skeppsbyggare och bygger ett nytt speciellt skepp. |                         |                 |               |                 |                                |
| 2 | "Nordmännens raseri"    | Johan Renck     | Michael Hirst | 10 mars 2013    | 4.62                           |
| Efter att rekryterat frivilliga för en resa till England plundrar Ragnar och hans män klostret Lindisfarne. När resan lyckas blir Ragnar mycket känd i hela norra Europa. |                         |                 |               |                 |                                |
| 3 | "Fråntagen"             | Johan Renck     | Michael Hirst | 17 mars 2013    | 4.83                           |
| Ragnar och hans män återvänder som hjältar till Kattegatt. Ragnar som ledde expeditionen hamnar i onåd med Jarl Haraldsson som väljer att beslagta bytet, men låter varje besättningsman behålla varsitt föremål. Ragnar väljer att behålla munken Athelstan som han tillfångatog i England som sin slav. |                         |                 |               |                 |                                |
| 4 | "Rättegång"             | Ciarán Donnelly | Michael Hirst | 24 mars 2013    | 4.54                           |
| Vikingarna får lov att återvända till England med Jarl Haraldsson tillåtelse. De kommer till kungariket Northumbria och väljer att plundra deras huvudstad vilket gör Ragnar och deras kung Ælla till dödsfiender. Knut, som var utsänd av Jarl Haraldsson dödas av Lagertha, Ragnars fru, i självförsvar då han försöker våldta henne. När de återkommer till Kattegatt försöker Jarl Haraldsson få Ragnar fälld för mord i tinget då han tar på sig att ha dödat Knut för att skydda sin fru. Tinget frikänner honom då hans bror vittnar till hans fördel. Då de firar attackeras festen av beväpnade män och Ragnars vän Erik dödas. |                         |                 |               |                 |                                |
| 5 | "Räd"                   | Ciarán Donnelly | Michael Hirst | 31 mars 2013    | 4.74                           |
| Jarl Haraldsson attackerar Ragnars gård och dödar alla de kan få tag på. Dock lyckas Ragnar, hans fru Lagertha, hans barn och hans slav Athelstan fly. Jarl Haraldsson gifter bort sin dotter till en Sveajarl mot sin fru Siggys vilja. Ragnar utmanar jarl Haraldsson på duell. |                         |                 |               |                 |                                |
| 6 | "Begravning av de döda" | Ciarán Donnelly | Michael Hirst | 7 april 2013    | 3.31                           |
| Efter att ha funderat så väljer jarl Haraldsson att acceptera utmaningen. Ragnar dödar Haraldsson, blir ny jarl och återvänder till England för att plundra mer. Kung Ælla förbereder sig att besegra vikingarna i strid. |                         |                 |               |                 |                                |
| 7 | "En konungs lösen"      | Ken Girotti     | Michael Hirst | 14 april 2013   | 3.42                           |
| Vikingarna bygger upp ett befäst läger och attackerar de Northumbrisiska trupper under nattens beskydd, besegrar dem och tar kungens bror, Aethelwulf, tillfånga. Ragnar kräver ut en lösensumma på 20 000 pund av silver och guld för att ge sig av. |                         |                 |               |                 |                                |
| 8 | "Offer"                 | Ken Girotti     | Michael Hirst | 21 april 2013   | 3.85                           |
| Efter att Lagertha föder en dödfödd son beger sig Ragnar och hans familj till Uppsala tempel för att delta i nioårsblotet. Munken Athelstan var tänkt att offras, men var alltför kristen. Ragnar svär även sin ed till kung Horik. |                         |                 |               |                 |                                |
| 9 | "Allt förändras"        | Ken Girotti     | Michael Hirst | 28 april 2013   | 3.58                           |
| Ragnar skickas till jarl Borg i Götaland för att förhandla fram fred mellan Borg och den danska kungen Horik. Istället förförs han av prinsessan Aslög som blir gravid. När Borg och Hårik inte kan komma överens så står krig för dörren. Jarl Borg övertalar Rollo att gå över till hans sida. I Kattegat drar en pest in som tar livet av Ragnars dotter Gyda. |                         |                 |               |                 |                                |

### Säsong 2 (2014)
| Nr | Titel                 | Regisserad av   | Skriven av    | Första sändning  | Antal tittare i USA (miljoner) |
| --- | --------------------- | --------------- | ------------- | ---------------- | ------------------------------ |
| 1 | "Brödernas krig"      | Ciarán Donnelly | Michael Hirst | 27 februari 2013 | 3,56                           |
| År 796 står krig inför dörren i Götaland mellan kung Håriks hird, med understöd av Ragnar Lodbrok och jarl Borgs götiska styrkor. Rollo har gått över till jarl Borgs sida för att vinna sin egen berömmelse och makt. Efter ett blodigt slag med tunga förluster på båda sidor så sårar Rollo Floke svårt och dödar sin tidigare kamrat Arne när denne försöker skydda Floke. Rollo ställs öga mot öga med Ragnar men kan trots allt inte förmå sig att slåss med sin bror. Slaget tar slut och Ragnar lyckas skapa en tunn allians mellan honom Hårik och Borg där de ska erövra land i England för att få slut på inbördeskriget. Ragnar mutar lagmannen så att Rollo döms till ett liv i förudmjukelse istället för döden. När Aslög dyker upp gravid skiljer sig Lagertha från Ragnar och flyttar bort med Björn. |                       |                 |               |                  |                                |
| 2 | "Invasion"            | Ciarán Donnelly | Michael Hirst | 6 mars 2013      | 3,20                           |
| 3 | "Förräderi"           | Ken Girotti     | Michael Hirst | 13 mars 2013     | 3,68                           |
| 4 | "Ett öga för ett öga" | Ken Girotti     | Michael Hirst | 20 mars 2013     | 3,31                           |
| 5 | "Svar i blod"         | Jeff Woolnough  | Michael Hirst | 27 mars 2013     | 3,35                           |
| 6 | "Oförsonad"           | Jeff Woolnough  | Michael Hirst | 3 april 2013     | 2,96                           |
| 7 | "Blodsörnen"          | Kari Skogland   | Michael Hirst | 10 april 2013    | 3,09                           |
| 8 | "Benlöse"             | Kari Skogland   | Michael Hirst | 17 april 2013    | 2,91                           |
| Ivar Benlös födelse skildras. |                       |                 |               |                  |                                |
| 9 | "Valet"               | Ken Girotti     | Michael Hirst | 24 april 2013    | 3,11                           |
| 10 | "Herrens bön"         | Ken Girotti     | Michael Hirst | 1 maj 2013       | 3,37                           |

### Säsong 3 (2015)
Den 19 februari 2015 började en tredje säsong av Vikings att började sändas på TV i Nordamerika.

### Säsong 4 (2016)
Den fjärde säsongen av den historiska drama-tv-serien Vikings hade premiär den 18 februari 2016 på Historykanalen i Kanada.

### Säsong 5 (2017)
Den femte säsongen av den historiska drama-tv-serien Vikings hade premiär den 29 november 2017 på Historykanalen i Kanada.